# Серобрюхая веерохвостка
Серобрюхая веерохвостка (лат. Rhipidura albolimbata) — вид воробьиных птиц из семейства веерохвостковых. 
Встречается только в Новой Гвинее. Как и у всех веерохвосток, серобрюхая веерохвостка несёт длинное хвостовое оперение, которое можно широко развернуть веером.
Международный союз охраны природы (IUCN) присвоил виду охранный статус LC — «виды, вызывающие наименьшие опасения».

## Описание
Довольно мелкая, длиннохвостая птица горных лесов и опушек. Длина тела 14-15 см, масса 9-11 г. У обоих полов верхняя сторона тела преимущественно сажисто-чёрная. Нижняя сторона более светлого оттенка серого. На крыльях и оперении хвоста — заметные белые кончики. Бока лица серые, ото лба к макушке проходит белая линия.
У молодых птиц на верхней стороне тела имеются красновато-коричневые пятна. Зеркало крыла и нижняя сторона тела бледно-красновато-коричневые.
Песня самца состоит, среди прочего, из серии от трёх до семи высоких отрывистых свистков. Возможны и сложные вариации нот, повторяющихся несколько раз.

## Ареал и места обитания
Обитают во влажных тропических горных лесах по всей протяженности Центрального хребта Новой Гвинеи, как в индонезийской, так и в папуасской части острова. Встречаются на высоте от 1370 до 3600 м.

## Подвиды
Возможность выделения подвидов серобрюхой веерохвостки — спорна. Брюс Беелер и его коллеги считают этот вид монотипическим и утверждают, что различия в оперении и размере, наблюдаемые между особями на больших и малых высотах, являются просто выражением фенотипической пластичности. Справочник птиц мира, с другой стороны, не исключает, что различие между двумя подвидами оправдано. Выделяют следующие подвиды:
- R. a. albolimbata Salvadori, 1874 — горы на северо-западе, севере и востоке Новой Гвинеи.
- R. a. lorentzi van Oort, 1909 — снежные горы и Центральное нагорье Новой Гвинеи.

В списках IOC подвиды не выделяются:

## Поведение
Серобрюхая веерохвостка в основном живет поодиночке или парами. Это насекомоядная птица, часто ловящая свою добычу в полёте, а также ищущая её в листве. Гнездо строит на небольшой высоте в зарослях лианы. Как и у многих других веерохвосток, гнездо — чашеобразной формы, часто с придатком в форме хвоста.